# World Club Challenge 1991
El World Club Challenge de 1991 fue la cuarta edición del torneo de rugby league más importante de clubes a nivel mundial.

## Formato
Se enfrentan los campeones del año de las dos ligas más importantes de rugby league del mundo, la National Rugby League y la Super League.

## Participantes
| Liga                       | Ganador          |
| -------------------------- | ---------------- |
| National Rugby League 1991 | Penrith Panthers |
| RFL Championship 1990-91   | Wigan Warriors   |

## Encuentro
| 2 de octubre | Wigan Warriors | 21 - 4 | Penrith Panthers | Anfield, Liverpool              |  |
|              |                |        |                  | Asistencia: 20 152 espectadores |  |

| Bandera de Inglaterra  |
| Campeón Wigan Warriors |
| Segundo título         |